# Световно клубно първенство на ФИФА
Световното клубно първенство на ФИФА (на английски: FIFA Club World Cup) е световен шампионат по футбол. В него участват клубовете шампиони на 6-те континентални конфедерации. Участие взема и първенецът на страната домакин, който играе квалификация срещу шампиона на Океания.
Първото състезание се провежда през януари 2000 г. в Бразилия, печели го бразилският Коринтианс.
По план на ФИФА Световното клубно първенство трябва да замени финала за Междуконтиненталната купа по футбол (Купата на Тойота), който се провежда до 2004 г. в Япония единствено между клубните шампиони на Европа и Южна Америка. Това става от 2005 г. Въпреки участието на клубните шампиони на всички континенти, повечето от финалите на световното клубно първенство са играни между европейски и южноамерикански клубове, с изключение на състезанията през 2000, 2010, 2013, 2016 и 2018 г.
Най-много титли в състезанието е спечелил Реал Мадрид – 5.
Футболистът с най-много титли е Тони Кроос – 6.

## Формати и правила
Първият формат от 2000 г. е променян през 2005, 2012 и 2019 г.
При първото провеждане на турнира осемте участници са разделени в две групи от по 4 отбора. Победителите от всяка група се срещат на финала, а вторите играят за третото място. Състезанието промени формата си по време на подновяването през 2005 г. на турнир с елиминации, в който отборите играят един срещу друг по един мач, с допълнително време и дузпи, използвани за определяне на победителя, ако е необходимо. В него участват шест клуба, които тогава се състезават в продължение на две седмици. Има три етапа: четвъртфинали кръг, полуфинали и финал. Четвъртфиналната фаза включва шампионите на Океания, Африка, Азия и Северна Америка. Спечелилите двата четвъртфинала играят на полуфиналите срещу шампионите на Европа и Южна Америка. Победителите в полуфиналите се класират за финала.
| Плейоф |
| --- |
| Победител в Шампионската лига на ОФК Шампион на националната лига на страната домакин                                                   |
| Четвъртфинали |
| Победител в Шампионската лига на КАФ Победител в Шампионската лига на АФК Победител в Шампионската лига на КОНКАКАФ Победител в плейофа |
| Мач за 5-то място |
| Двата загубили в четвъртфиналите |
| Полуфинали |
| Победител в Шампионската лига на УЕФА Победител в Шампионската лига на КОНМЕБОЛ Двата победителя в четвъртфиналите                      |
| Мач за 3-то място |
| Двата загубили в полуфиналите |
| Финал |
| Двата победителя в полуфиналите |

Настоящият формат от 2019 г. включва мач за пето място и място за шампионите на националната лига на страната домакин. Има четири етапа: плейофи, четвъртфинали, полуфинали и финал. В първия етап шампионите от националната лига на страната домакин срещат носителя на Купата на нациите на Океания. Спечелилият този етап преминава към четвъртфиналите и се присъединява към победителите в шампионските лиги Шампионска лига на КАФ, Шампионска лига на АФК и Купа на шампионите на КОНКАКАФ. Победителите от тези игри се класират за полуфиналите, където се срещат с победителя от Шампионската лига на УЕФА и носителя на Копа Либертадорес на Южна Америка. Изгубилите тези срещи играят мач за III място. При равенство в него няма продължения, а се изпълняват дузпи. Победителите от двата полуфинала играят един срещу друг на финала.
За първенството през 2025 г. е определен формат с 32 отбора, което го прави най-големият световен клубен турнир в историята на футбола. Европа предоставя 12 отбора, Южна Америка 6 и по 4 от Африка, Азия и КОНКАКАФ (Северна и Централна Америка, Карибите). Отборите се състезават по формàта, използван от световното първенство между 1998 и 2022 г. Те се разделени в 8 групи от по четири, които играят всеки срещу всеки. Първите два от всяка група продължават към етапа на елиминациите в един мач: 1/16-финали, осминафинали, четвъртфинали, полуфинали и финал. Играят се всичко 63 мача.

## Победители
| Година | Домакин          | Финал             | Финал              | Финал               | Мач за трето място  | Мач за трето място | Мач за трето място  |
| Година | Домакин          | Победител         | Резултат           | Финалист            | Трето място         | Резултат           | Четвърто място      |
| ------ | ---------------- | ----------------- | ------------------ | ------------------- | ------------------- | ------------------ | ------------------- |
| 2000   | Бразилия         | Коринтианс        | 0 – 0 (4 – 3 дуз.) | Вашко да Гама       | Некакса             | 1 – 1 (4 – 3 дуз.) | Реал Мадрид         |
| 2005   | Япония           | Сао Пауло         | 1 – 0              | Ливърпул            | Саприса             | 3 – 2              | Итихад              |
| 2006   | Япония           | Интернасионал     | 1 – 0              | Барселона           | Ал Ахли             | 2 – 1              | Америка             |
| 2007   | Япония           | Милан             | 4 – 2              | Бока Хуниорс        | Урава Ред Дайъмъндс | 2 – 2 (4 – 2 дуз.) | Етоал Сахел         |
| 2008   | Япония           | Манчестър Юнайтед | 1 – 0              | ЛДУ Кито            | Гамба Осака         | 1 – 0              | Пачука              |
| 2009   | ОАЕ              | Барселона         | 2 – 1 (пр.)        | Естудиантес         | Поханг Стийлърс     | 1 – 1 (4 – 3 дуз.) | Атланте             |
| 2010   | ОАЕ              | Интер             | 3 – 0              | Мазембе             | Интернасионал       | 4 – 2              | Сеонгнам            |
| 2011   | Япония           | Барселона         | 4 – 0              | Сантос              | Ал Садд             | 0 – 0 (5 – 3 дуз.) | Кашива Рейсол       |
| 2012   | Япония           | Коринтианс        | 1 – 0              | Челси               | Монтерей            | 2 – 0              | Ал Ахли             |
| 2013   | Мароко           | Байерн Мюнхен     | 2 – 0              | Раджа Казабланка    | Атлетико Минейро    | 3 – 2              | Гуанджоу Евъргранде |
| 2014   | Мароко           | Реал Мадрид       | 2 – 0              | Сан Лоренцо         | Окланд Сити         | 1 – 1 (4 – 2 дуз.) | Крус Асул           |
| 2015   | Япония           | Барселона         | 3 – 0              | Ривър Плейт         | Санфрече Хирошима   | 2 – 1              | Гуанджоу Евъргранде |
| 2016   | Япония           | Реал Мадрид       | 4 – 2 (пр.)        | Кашима Антлърс      | Атлетико Насионал   | 2 – 2 (4 – 3 дуз.) | Клуб Америка        |
| 2017   | ОАЕ              | Реал Мадрид       | 1 – 0              | Гремио Порто Алегре | Пачука              | 4 – 1              | Ал-Джазира          |
| 2018   | ОАЕ              | Реал Мадрид       | 4 – 1              | Ал-Айн              | Ривър Плейт         | 4 – 0              | Кашима Антлърс      |
| 2019   | Катар            | Ливърпул          | 1 – 0 (пр.)        | Фламенго            | Монтерей            | 2 – 2 (4 – 3 дуз.) | Ал-Хилал            |
| 2020   | Катар            | Байерн Мюнхен     | 1 – 0              | УАНЛ Тигрес         | Ал Ахли             | 0 – 0 (3 – 2 дуз.) | Палмейрас           |
| 2021   | ОАЕ              | Челси             | 2 – 1 (пр.)        | Палмейрас           | Ал Ахли             | 4 – 0              | Ал-Хилал            |
| 2022   | Мароко           | Реал Мадрид       | 5 – 3              | Ал-Хилал            | Фламенго            | 4 – 2              | Ал Ахли             |
| 2023   | Саудитска Арабия | Манчестър Сити    | 4 – 0              | Флуминенсе          | Ал Ахли             | 4 – 2              | Урава Ред Дайъмъндс |
| 2025   | САЩ              |                   |                    |                     |                     |                    |                     |

За списък с всичките световни клубни шампиони, включващи Междуконтиненталната купа и Световното клубно първенство вижте Списък на световните клубни шампиони по футбол от 1960 година насам.

## Награди
| Година | Златна топка       | Сребърна топка       | Бронзова топка        | Голмайстор                                                        | Награда за спортсменство |
| ------ | ------------------ | -------------------- | --------------------- | ----------------------------------------------------------------- | ------------------------ |
| 2000   | Едилсон            | Едмундо              | Ромарио               | Никола Анелка (3) Ромарио (3)                                     | Ал Насър                 |
| 2005   | Рожерио Сени       | Стивън Джерард       | Кристиан Боланьос     | Аморосо (2) Питър Крауч (2) Алваро Саборио (2) Мохамед Ноор (2)   | Ливърпул                 |
| 2006   | Деко               | Ярлей                | Роналдиньо            | Мохамед Абутрика (3)                                              | Барселона                |
| 2007   | Кака               | Кларънс Сеедорф      | Родриго Паласио       | Уошингтън (3)                                                     | Урава Ред Дайъмъндс      |
| 2008   | Уейн Руни          | Кристиано Роналдо    | Дамиан Мансо          | Уейн Руни (3)                                                     | Аделаида Юнайтед         |
| 2009   | Лионел Меси        | Хуан Себастиан Верон | Шави                  | Денилсон (4)                                                      | Атланте                  |
| 2010   | Самюел Ето'о       | Диоко Калюитука      | Андрес Д'Алесандро    | Маурисио Молина (3)                                               | Интер                    |
| 2011   | Лионел Меси        | Шави                 | Неймар                | Лионел Меси (2) Адриано (2)                                       | Барселона                |
| 2012   | Касио              | Давид Луис           | Хосе Паоло Гереро     | Сезар Делгадо (3) Хисато Сато (3)                                 | Монтерей                 |
| 2013   | Франк Рибери       | Филип Лам            | Мухсин Иажур          | Роналдиньо (2) Дарио Конка (2) Сесар Делгадо (2) Мухсин Иажур (2) | Байерн Мюнхен            |
| 2014   | Серхио Рамос       | Кристиано Роналдо    | Иван Вицелич          | Гарет Бейл (2) Иско (2) Херардо Торадо (2)                        | Реал Мадрид              |
| 2015   | Луис Суарес        | Лионел Меси          | Андрес Иниеста        | Луис Суарес (5)                                                   | Барселона                |
| 2016   | Кристиано Роналдо  | Лука Модрич          | Гаку Шибасаки         | Кристиано Роналдо (4)                                             | Кашима Антлърс           |
| 2017   | Лука Модрич        | Кристиано Роналдо    | Джонатан Уретабискайя | 3 с по 2 гола                                                     | Реал Мадрид              |
| 2018   | Гарет Бейл         | Кайо Лукас Фернандес | Рафаел Сантос Боре    | Гарет Бейл (3) Рафаел Сантос Боре (3)                             | Реал Мадрид              |
| 2019   | Мохамед Салах      | Бруно Енрике         | Карлос Едуардо        | Багдад Бунеджа (3)                                                | Есперанс Спортив         |
| 2020   | Роберт Левандовски | Андре-Пиер Жиняк     | Йозуа Кимих           | Андре-Пиер Жиняк (3)                                              | Ал-Духаил                |
| 2021   | Тиаго Силва        | Дуду                 | Данило                | 4 с по 2 гола                                                     | Челси                    |
| 2022   | Винисиус Жуниор    | Федерико Валверде    | Лусиано Вието         | Педро (4)                                                         | Реал Мадрид              |
| 2023   | Родри              | Дуду                 | Данило                | 3 с по 2 гола                                                     | Ал-Итихад                |

## Рекорди
Реал Мадрид е бил световен клубен шампион на ФИФА рекордните 5 пъти. Той е и първият шампион 3 пъти последователно (2016 – 2018). Отборът също имат най-много победи (12) и най-много отбелязани голове в състезанието (40).
Тони Кроос е печелил Световното клубно първенство на ФИФА 6 пъти, най-много титли за всеки играч. Той е единственият футболист, който е ставал шампион при всичките си участия.
Кристиано Роналдо е най-добрият голмайстор в историята на шампионата със 7 гола.
Хюсеин Ел Шахат е играл в най-много мачове от състезанието – 15.
Окланд Сити са участвали в най-много издания на турнира (11), докато Ал Ахли са изиграли най-много мачове (25).

## Препратки
- Емблема на турнира